# 鉄人実手流
鉄人実手流（てつじんじってりゅう）とは、青木金家（号は鉄人）が創始した武術の流派。剣術を伝えた。「鉄人流」とも呼ばれた。筑前福岡藩で広く行われた。

## 概要
山城国伏見（河内国とも伝わる）の青木金家（鉄人と号した）は新免無二に師事した後、宮本武蔵に師事し、奥義を得て諸国を巡って修行した。青木金家（鉄人）の流派は「鉄人流」と呼ばれたが、金家自身は「円明流」や「円明実手流」と名乗っていたという。叔祖父に二刀鉄人流を開いた青木常右衛門家直（休心）がいる。（二刀鉄人流も「鉄人流」と呼ばれた）
尾張藩では金家の系統の円明流が伝えられた。（尾張藩には竹村頼角の系統の円明流も伝えられた）
特徴としては剣術に、新免無二の十手術を採り入れていることである。富永堅吾は、無二の十手術を加えて相当円明流から内容が変化していると推測している。
また綿谷雪は、年代的に新免無二の弟子であったのは金家ではなく、同じく鉄人と号した父の青木金定ではないかと考えている。
青木家は代々鍔工であった。鉄人も鍔作りの名人であり、その芸術的センスは鍔に留まらず色付きの絵入りの伝書や当理流のマロホシ十手の図を残している。
なお、佐賀藩で行われた鉄人流剣術は開祖が青木常右衛門家直となっていることから、これは鉄人実手流ではなく二刀鉄人流である。